# Marco Antonio Díaz
Marco Antonio Díaz Muñoz es un abogado y político chileno, ex-Intendente de la Región de Antofagasta.

## Biografía y trayectoria política
Díaz nació en Vallenar y cursó sus estudios básicos y medios en la Escuela Libertadores F-96 y el Colegio San Luis, respectivamente, mientras que sus estudios superiores los realizó en la Universidad Católica del Norte, en que estudió derecho. Además, posee un Máster en Administración y Negocios de la Facultad de Economía y Negocios de la Universidad de Chile. Gran parte de su vida profesional la realizó en el sector privado, especialmente en el ámbito de la minería.
En marzo de 2018 asume como Intendente de la Región de Antofagasta, cargo que desempeñó hasta octubre de 2019, fecha en que renunció para competir en las elecciones de gobernadores regionales de 2021, lo cual le valió ciertas críticas, pues la renuncia se dio en medio de las manifestaciones que estaban ocurriendo a nivel nacional.
El año siguiente, compitió y ganó las primarias de gobernadores regionales de Chile Vamos de 2020 para ser el abanderado de la coalición en la antedicha elección.

## Historial electoral

### Elecciones de gobernadores regionales de 2021
- Primarias de gobernadores regionales de Chile Vamos de 2020

|  | 33,27 % |

|  | 28,83 % |

|  | 21,78 % |

|  | 16,12 % |

- Elección de gobernador regional de Antofagasta de 2021, primera vuelta

|  | 39,59 % |

|  | 21,53 % |

|  | 16,41 % |

|  | 12,78 % |

|  | 9,69 % |

- Elección de gobernador regional de Antofagasta de 2021, segunda vuelta

|  | 72,03 % |

|  | 27,97 % |

|  | 98,98 % |

|  | 0,75 % |

|  | 0,28 % |

|  | 100 % |

|  | 12,21 % |

### Elecciones parlamentarias de 2021
- Elecciones parlamentarias de 2021 para senador por la 3° Circunscripción, Región de Antofagasta.[7]

| Candidato                 | Pacto                 | Partido | Votos  | %     | Resultado |
| ------------------------- | --------------------- | ------- | ------ | ----- | --------- |
| Esteban Velásquez Núñez'  | Apruebo Dignidad      | FRVS    | 39 579 | 21.13 | Senador   |
| Pedro Araya Guerrero      | Nuevo Pacto Social    | IND-PPD | 24 156 | 12.90 | Senador   |
| Paulina Núñez Urrutia     | Chile Podemos Más     | RN      | 15 637 | 8.35  | Senadora  |
| Marcela Hernando Pérez    | Nuevo Pacto Social    | PR      | 14 649 | 7.82  |           |
| Paola Debia González      | Partido de la Gente   | PDG     | 12 675 | 6.77  |           |
| Marco Antonio Díaz Muñoz  | Chile Podemos Más     | RN      | 12 481 | 6.66  |           |
| Ricardo Vargas Valenzuela | Partido de la Gente   | PDG     | 11 594 | 6.19  |           |
| Katherine López Rivera    | Chile Podemos Más     | UDI     | 7838   | 4.18  |           |
| César Araya García        | Independientes Unidos | IND-CU  | 7835   | 4.18  |           |
| Tamara Gaytán Chávez      | Partido de la Gente   | PDG     | 7834   | 4.18  |           |